# Patricio Guzmán
Patricio Guzmán Lozanes (Santiago, 11 de agosto de 1941) es un director de cine chileno, creador de más de una veintena de películas, en su mayoría documentales.
En 1973 fue detenido luego del golpe de Estado en Chile que dio inicio a la dictadura militar de Augusto Pinochet. Consiguió partir al exilio y salvar el registro de la trilogía documental que lo hizo mundialmente reconocido: La batalla de Chile (1975-1979), que hablaba desde el triunfo del expresidente Salvador Allende y la Unidad Popular, hasta los hechos que desencadenaron finalmente el golpe de Estado.
Desde entonces vive en el extranjero. Actualmente reside en Francia, desde donde ha realizado la mayoría de sus películas, incluidos sus más reconocidos documentales, entre ellos Chile, la memoria obstinada (1997), Nostalgia de la luz (2010) y El botón de nácar (2015). Su obra se extiende desde 1965 hasta la fecha, y ha sido galardonada con más de setenta premios en decenas de festivales internacionales.
En 2023, recibió el Premio Nacional de Artes de la Representación y Audiovisuales.

## Biografía

### Infancia y juventud
Patricio Guzmán pertenece, según sus propias palabras, a «una familia muy nómada, muy desintegrada», y sobre sus años escolares, recuerda: «Por lo mismo me formé en varios colegios. Viví, incluso, un tiempo en Viña del Mar. Por lo tanto, no tuve una formación muy homogénea, como la que puede darse en un solo colegio o en un solo barrio. Esta especie de educación desarticulada terminó en el Instituto Nacional, donde cursé el cuarto año de humanidades [allí fue compañero del futuro escritor Antonio Skármeta]. Después fui a parar a una Academia Long Fellow, que recibía toda suerte de gente negada a los estudios. El ambiente era extraño y hasta medio siniestro. Aprobé, después, a duras penas el bachillerato e ingresé como alumno oyente a Historia y Geografía».
Estudió en la Escuela de Teatro de la Universidad de Chile (1960) y en las facultades de Historia (1961) y Filosofía (1962-65), que tuvo que abandonar por razones económicas. Trabajó cuatro años en una oficina de publicidad, tiempo durante el que escribió «dos libros, un cuento y una novela», que él mismo calificó de «malos».

### Sus inicios como cineasta
Sobre sus primeros pasos en el cine relata: «Lo cierto es que ese trabajo [en publicidad] no me apasionaba y comencé a hacer películas de 8 mm con otros dos amigos. Hicimos varias que nos sirvieron de aprendizaje y nos divertimos bastante. Cierto día mi mujer llevó esas películas al Fílmico para que les sacaran copias y Rafael Sánchez se interesó por ellas».
Empezó así a colaborar con el Instituto Fílmico de la Universidad Católica, que poco después le dio la posibilidad de rodar un cortometraje de 10 minutos titulado Viva la libertad y lo contrató como ayudante. Sin embargo, a raíz de algunas tensiones que surgieron luego de filmar Electroshow, decidió irse a estudiar al extranjero. Como no logró conseguir una beca, le propuso a su mujer vender todo lo que tenían y se compró un pasaje a España, donde comenzó a trabajar en una agencia publicitaria en Madrid mientras se preparaba para presentarse a la Escuela Oficial de Cinematografía, de la cual egresó en 1969 (se  diplomó de director al año siguiente). Trabajó dos años en los Estudios Moro, de publicidad, uno de los más grandes de España. 
En marzo de 1971, regresó en Chile y al año siguiente estrenó su primer largo documental, El primer año (sobre los doce meses iniciales del gobierno de Salvador Allende). El cineasta francés Chris Marker, que estaba de paso en Santiago cuando se estrenó el filme, le ofreció mostrarlo en Francia y Bélgica.

### Detención y exilio
Este cineasta volvió a prestar una valiosa ayuda a Guzmán en 1973, cuando le proporcionó los rollos para filmar La batalla de Chile, una trilogía documental de cuatro horas y media sobre el último año de Allende. El rodaje de esa película se prolongó hasta el mismo 11 de septiembre, día del golpe de Estado que encabezó el general Augusto Pinochet. 
Guzmán fue detenido y estuvo preso quince días en el Estadio Nacional. Con ayuda de su tío, quien guardó los rollos en un baúl como ellos mismos relatan en "Chile, la memoria obstinada" consiguió sacar de Chile los rollos de película, primero trasladándolos a Valparaíso para luego ser enviados en barco hasta Europa. Allí empezó a buscar, junto con Marker, los medios económicos para montarla. La ayuda llegó desde el Instituto Cubano de Cinematografía (ICAIC), que mantenía buenas relaciones con el cineasta francés: Guzmán partió entonces a La Habana, donde terminó el documental varios años más tarde.

### Consolidación artística

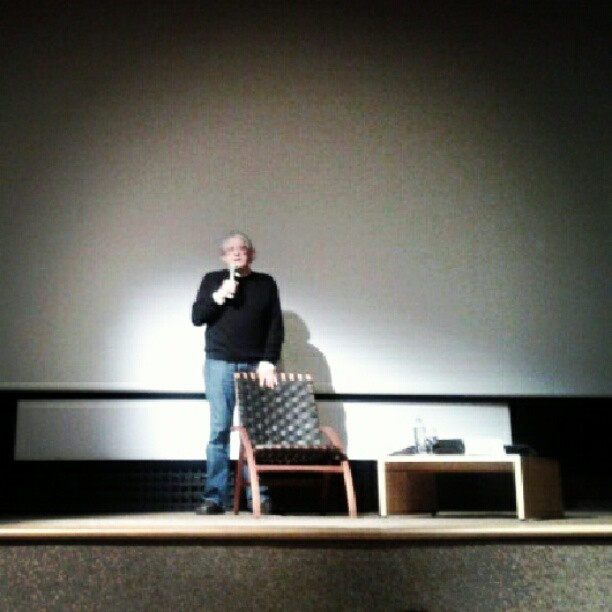
Clase magistral de Guzmán en 2012.

La batalla de Chile está considerada por muchos críticos como el mejor documental chileno de todos los tiempos.[cita requerida] Ganó seis grandes premios en Europa y en América Latina y fue distribuida en las salas comerciales de 35 países. La revista norteamericana Cineaste la definió como «uno de los diez mejores filmes políticos del mundo».
Guzmán siguió haciendo documentales en el exilio, en España y Francia. En 1987, realizó En nombre de Dios (Gran Premio, Florencia 1987), sobre la lucha de la Iglesia católica chilena en favor de los derechos humanos. Entre 1990 y 1992, dirigió La cruz del sur (Gran Premio, Marsella 1992), sobre la religiosidad popular en América Latina; y en 1995, Pueblo en vilo, sobre la memoria histórica de una aldea mexicana.
En 1997, el director presentó La memoria obstinada (Gran Premio, Florencia 97), sobre la amnesia política chilena. Luego siguieron La isla de Robinson Crusoe (1999), sobre la isla del mismo nombre, El caso Pinochet (2001), sobre el juicio contra el exdictador en Londres (Gran Premio, Marsella 2001); Madrid (2002), sobre la capital de España, Salvador Allende (2004), Nostalgia de la luz (2010, premio al mejor documental europeo de ese año), El botón de nácar (2015, Oso de Plata al mejor guion en la Berlinale y el Premio Ecuménico de este festival).
Profesor, ha sido jurado en numerosos certámenes, y fundador del Festival de Documentales de Santiago (Fidocs), que ha dirigido y realizado con la ayuda de un grupo de jóvenes desde 1997. En 2013, donó 28 de sus películas a la Cineteca Nacional.
Patricio Guzmán vive en París con su esposa Renate Sachse, quien colabora en la escritura de sus proyectos. Es profesor de cine documental en algunas escuelas de Europa y América Latina. De un matrimonio anterior tiene dos hijas cineastas: Andrea y Camila Guzmán Urzúa, quienes con frecuencia trabajan con él.

Un país que no tiene cine documental es como una familia sin álbum familiar.
Patricio Guzmán

## Filmografía

### Largometrajes
| Año  | Título                          | Acreditado como | Acreditado como | Acreditado como | Acreditado como | Notas                                  | Ref.   |
| Año  | Título                          | Director        | Productor       | Guionista       | Otro            | Notas                                  | Ref.   |
| ---- | ------------------------------- | --------------- | --------------- | --------------- | --------------- | -------------------------------------- | ------ |
| 1972 | El primer año                   | Sí              | No              | Sí              | No              |                                        | [ 5 ]  |
| 1975 | La insurrección de la burguesía | Sí              | No              | Sí              | No              | Parte de La batalla de Chile           | [ 6 ]  |
| 1976 | El golpe de estado              | Sí              | No              | Sí              | No              | Parte de La batalla de Chile           | [ 7 ]  |
| 1979 | El poder popular                | Sí              | No              | Sí              | No              | Parte de La batalla de Chile           | [ 8 ]  |
| 1983 | La rosa de los vientos          | Sí              | No              | Sí              | No              | Coescrito con Gloria Laso y Jorge Díaz | [ 9 ]  |
| 1987 | En nombre de Dios               | Sí              | Sí              | Sí              | No              | Coproducido con Arturo Feliú           | [ 10 ] |
| 1991 | La cruz del sur                 | Sí              | No              | Sí              | Sí              | También diseñador de producción        | [ 11 ] |
| 1997 | Chile, la memoria obstinada     | Sí              | No              | Sí              | No              |                                        | [ 12 ] |
| 2001 | El caso Pinochet                | Sí              | No              | Sí              | No              |                                        | [ 13 ] |
| 2004 | Salvador Allende                | Sí              | No              | Sí              | Sí              | También voz en off                     | [ 14 ] |
| 2010 | Nostalgia de la luz             | Sí              | No              | Sí              | Sí              | También montajista y voz en off        | [ 15 ] |
| 2015 | El botón de nácar               | Sí              | No              | Sí              | No              |                                        | [ 16 ] |
| 2019 | La cordillera de los sueños     | Sí              | No              | Sí              | No              |                                        | [ 17 ] |
| 2022 | Mi país imaginario              | Sí              | No              | Sí              | No              | Narrador                               | [ 18 ] |

### Cortometrajes
| Año  | Título                                 | Acreditado como | Acreditado como | Acreditado como | Acreditado como | Notas                                              | Ref.   |
| Año  | Título                                 | Director        | Productor       | Guionista       | Otro            | Notas                                              | Ref.   |
| ---- | -------------------------------------- | --------------- | --------------- | --------------- | --------------- | -------------------------------------------------- | ------ |
| 1965 | Viva la libertad                       | Sí              | No              | Sí              | No              | Animación                                          | [ 19 ] |
| 1966 | Electro Show                           | Sí              | No              | Sí              | Sí              | Coescrito con Eduardo Stagnaro; también montajista | [ 20 ] |
| 1966 | Mimbre y greda                         | Sí              | No              | Sí              | No              |                                                    | [ 21 ] |
| 1971 | Chile, elecciones municipales          | Sí              | No              | No              | No              |                                                    | [ 22 ] |
| 1972 | Comandos comunales                     | Sí              | No              | No              | No              |                                                    | [ 23 ] |
| 1999 | Isla de Robinson Crusoe                | Sí              | No              | Sí              | Sí              | También director de fotografía y sonidista         | [ 24 ] |
| 2002 | Madrid                                 | Sí              | No              | Sí              | Sí              | También director de fotografía y sonidista         | [ 25 ] |
| 2010 | José Maza, el viajero del cielo        | Sí              | No              | Sí              | Sí              | También montajista                                 | [ 26 ] |
| 2010 | María Teresa y la enana marrón         | Sí              | No              | Sí              | Sí              | También montajista                                 | [ 27 ] |
| 2010 | Astrónomos de mi barrio                | Sí              | No              | Sí              | Sí              | También montajista                                 | [ 28 ] |
| 2010 | Oscar Saa, el técnico de las estrellas | Sí              | No              | Sí              | Sí              | También montajista                                 | [ 29 ] |
| 2010 | Chile, una galaxia de problemas        | Sí              | No              | Sí              | Sí              | También montajista                                 | [ 30 ] |

### Televisión
| Año  | Título              | Acreditado como | Acreditado como | Acreditado como | Acreditado como | Notas                          | Canal | Ref.   |
| Año  | Título              | Director        | Productor       | Guionista       | Otro            | Notas                          | Canal | Ref.   |
| ---- | ------------------- | --------------- | --------------- | --------------- | --------------- | ------------------------------ | ----- | ------ |
| 1987 | México precolombino | Sí              | No              | No              | No              | Serie documental; 5 episodios  | TVE   |        |
| 2005 | Mon Jules Verne     | Sí              | No              | Sí              | Sí              | Documental; también realizador |       | [ 31 ] |

## Libros
- Guion y método de trabajo de 'La batalla de Chile', colección Hiperión, Editorial Ayuso, Madrid, 1977
- El cine contra el fascismo, libro entrevista de Pedro Sempere, Editorial Fernando Torres, Valencia, 1977
- El cine documental histórico de Patricio Guzmán, colección AVSH, Editorial Peter Lang, Bruselas, 2021

## Premios y reconocimientos
| Año  | Premio / Evento                                                    | Categoría                                                                       | Obra                                                             | Resultado | Ref.             |
| ---- | ------------------------------------------------------------------ | ------------------------------------------------------------------------------- | ---------------------------------------------------------------- | --------- | ---------------- |
| 1973 | Festival Internacional de Cine de Mannheim                         | Premio FIPRESCI                                                                 | El primer año                                                    | Ganador   | [cita requerida] |
| 1975 | Festival de Grenoble                                               | Gran Premio                                                                     | La insurrección de la burguesía 1.ª parte de La batalla de Chile | Ganador   | [cita requerida] |
| 1976 | Premio del Sindicato Francés de Críticos de Cine                   | Premio de la crítica: Mejor corto                                               | La insurrección de la burguesía 1.ª parte de La batalla de Chile | Ganador   | [ 32 ]           |
| 1976 | Festival DOK de Leipzig                                            | Premio Especial del Jurado                                                      | La insurrección de la burguesía 1.ª parte de La batalla de Chile | Ganador   | [ 32 ]           |
| 1976 | Festival de Grenoble                                               | Gran Premio                                                                     | El golpe de estado 2.ª parte de La batalla de Chile              | Ganador   | [cita requerida] |
| 1976 | FICCAB                                                             | Gran Premio                                                                     | El golpe de estado 2.ª parte de La batalla de Chile              | Ganador   | [cita requerida] |
| 1977 | Festival de Bruselas                                               | Gran Premio                                                                     | El golpe de estado 2.ª parte de La batalla de Chile              | Ganador   | [cita requerida] |
| 1979 | Festival Internacional del Nuevo Cine Latinoamericano de La Habana | Gran Premio Coral                                                               | El poder popular 3.ª parte de La batalla de Chile                | Ganador   | [cita requerida] |
| 1983 | Festival Internacional de Cine de Moscú                            | Premio de Oro                                                                   | La rosa de los vientos                                           | Nominado  | [ 32 ]           |
| 1987 | Festival Dei Popoli de Florencia                                   | Gran Premio                                                                     | En nombre de Dios                                                | Ganador   | [cita requerida] |
| 1987 | Festival Internacional del Nuevo Cine Latinoamericano de La Habana |                                                                                 | En nombre de Dios                                                | Ganador   | [cita requerida] |
| 1988 | Festival Internacional de Cine de Berlín                           | Premio OCIC - Mención Honrosa: Foro de Nuevo Cine                               | En nombre de Dios                                                | Ganador   | [ 32 ]           |
| 1988 | Festival Internacional de Cine de Berlín                           | Premio Peace Film - Mención Honrosa                                             | En nombre de Dios                                                | Ganador   | [ 32 ]           |
| 1988 | Festival de Figueira da Foz                                        | Premio Glauber Rocha                                                            | En nombre de Dios                                                | Ganador   | [cita requerida] |
| 1991 | Festival Internacional de Cine de Amiens                           | Premio OCIC - Mención Honrosa                                                   | La cruz del sur                                                  | Ganador   | [ 32 ]           |
| 1992 | Festival Internacional de Cine de Amiens                           | Unicornio Dorado: Mejor documental                                              | La cruz del sur                                                  | Ganador   | [ 32 ]           |
| 1992 | Festival de Cine Documental de Marsella                            | Gran Premio                                                                     | La cruz del sur                                                  | Ganador   | [ 32 ]           |
| 1992 | Semana Internacional de Cine de Valladolid                         | Premio Tiempo de Historia                                                       | La cruz del sur                                                  | Ganador   | [cita requerida] |
| 1993 | Festival de Friburgo                                               | Mención Especial                                                                | La cruz del sur                                                  | Ganador   | [cita requerida] |
| 1993 | Beca Guggenheim                                                    | —                                                                               | —                                                                | Ganador   | [cita requerida] |
| 1994 | Festival de Cine de Jerusalén                                      | Gran Premio                                                                     | La cruz del sur                                                  | Ganador   | [cita requerida] |
| 1997 | Festival Internacional del Nuevo Cine Latinoamericano de La Habana | Gran Premio Coral - 2.° Premio: Documental                                      | Chile, la memoria obstinada                                      | Ganador   | [ 32 ]           |
| 1997 | Festival de Cine Documental de Marsella                            | Premio del Público                                                              | Chile, la memoria obstinada                                      | Ganador   | [ 32 ]           |
| 1997 | Festival Dei Popoli de Florencia                                   | Gran Premio                                                                     | Chile, la memoria obstinada                                      | Ganador   | [cita requerida] |
| 1998 | Festival DOK de Leipzig                                            | Paloma de Plata                                                                 | Chile, la memoria obstinada                                      | Ganador   | [ 32 ]           |
| 1998 | Festival DOK de Leipzig                                            | Premio Don Quijote - Mención Honrosa                                            | Chile, la memoria obstinada                                      | Ganador   | [ 32 ]           |
| 1998 | Festival Internacional de Cine de San Luis                         | Premio Mejor Documental                                                         | Chile, la memoria obstinada                                      | Ganador   | [ 32 ]           |
| 1998 | Festival de Cine y Vídeo de Yorkton                                | Premio Golden Sheaf: Mejor dirección                                            | Chile, la memoria obstinada                                      | Ganador   | [ 32 ]           |
| 1998 | Festival Internacional de Cine de San Francisco                    | Golden Spire                                                                    | Chile, la memoria obstinada                                      | Ganador   | [cita requerida] |
| 1998 | Festival Hot Docs de Canadá                                        | Mejor Documental Político                                                       | Chile, la memoria obstinada                                      | Ganador   | [cita requerida] |
| 1998 | Columbus International Film & Video Festival de Ohio               | Mención Especial                                                                | Chile, la memoria obstinada                                      | Ganador   | [cita requerida] |
| 1999 | Festival Internacional de Cine Documental de Tel Aviv              | Gran Premio                                                                     | Chile, la memoria obstinada                                      | Ganador   | [cita requerida] |
| 1999 | Festival de Leipzig                                                | Segundo Premio                                                                  | Chile, la memoria obstinada                                      | Ganador   | [cita requerida] |
| 1999 | Beca Open Society Institute de George Soros                        | —                                                                               | —                                                                | Ganador   | [cita requerida] |
| 2001 | Festival de Cine Documental de Marsella                            | Gran Premio                                                                     | El caso Pinochet                                                 | Ganador   | [ 32 ]           |
| 2002 | Festival Internacional de Cine de San Francisco                    | Premio Golden Gate: Película y vídeo - Actualidad                               | El caso Pinochet                                                 | Ganador   | [ 32 ]           |
| 2004 | Festival de Cine de Lima                                           | Mejor Documental                                                                | Salvador Allende                                                 | Ganador   | [ 32 ]           |
| 2004 | Annency                                                            | Mejor Documental de Creación Europea                                            | Salvador Allende                                                 | Ganador   | [cita requerida] |
| 2005 | Premios de Cine de Barcelona                                       | Mejor Documental                                                                | Salvador Allende                                                 | Nominado  | [ 32 ]           |
| 2005 | Premios Goya                                                       | Mejor Documental                                                                | Salvador Allende                                                 | Nominado  | [ 32 ]           |
| 2005 | Festival de Salzburgo                                              | Premio del Público                                                              | Salvador Allende                                                 | Ganador   | [cita requerida] |
| 2006 | Premio Altazor de las Artes Nacionales                             |                                                                                 | Salvador Allende                                                 | Ganador   | [cita requerida] |
| 2010 | Festival de Cine de Abu Dabi                                       | Premio Perla Negra: Mejor Documental                                            | Nostalgia de la luz                                              | Ganador   | [ 32 ]           |
| 2010 | Premios del Cine Europeo                                           | Mejor Documental Europeo                                                        | Nostalgia de la luz                                              | Ganador   | [ 32 ]           |
| 2010 | Festival Internacional Documental de Sheffield                     | Mención Especial del Jurado                                                     | Nostalgia de la luz                                              | Ganador   | [ 32 ] [ 33 ]    |
| 2010 | Festival de Ronda                                                  | Mención Especial del Jurado                                                     | Nostalgia de la luz                                              | Ganador   | [ 33 ]           |
| 2010 | Festival Internacional de Cine de Toronto                          | 2.° Lugar - Premio del Público: Mejor Documental                                | Nostalgia de la luz                                              | Ganador   | [ 32 ]           |
| 2010 | Festival de Biarritz                                               | Premio del Público                                                              | Nostalgia de la luz                                              | Ganador   | [ 33 ]           |
| 2010 | Festival de Bruselas                                               | Premio Ciné Découverte (Público)                                                | Nostalgia de la luz                                              | Ganador   | [ 33 ]           |
| 2010 | Festival de Bruselas                                               | Premio Age d'Or                                                                 | Nostalgia de la luz                                              | Ganador   | [ 33 ]           |
| 2010 | Festival de Cannes                                                 | Selección oficial                                                               | Nostalgia de la luz                                              | Ganador   | [ 33 ]           |
| 2010 | Festival de Cannes                                                 | Mención especial: Premio François Chalais                                       | Nostalgia de la luz                                              | Ganador   | [ 33 ]           |
| 2011 | International Documentary Association de Los Ángeles               | Premio IDA: Mejor Trabajo                                                       | Nostalgia de la luz                                              | Ganador   | [ 32 ]           |
| 2011 | Festival Human Rights Watch de San Sebastián                       | Premio Amnistía Internacional                                                   | Nostalgia de la luz                                              | Ganador   | [ 33 ]           |
| 2011 | Premio Altazor de las Artes Nacionales                             | Mejor Director Documental                                                       | Nostalgia de la luz                                              | Ganador   | [ 33 ]           |
| 2011 | Festival Internacional de Cine Latino de Los Ángeles               | Premio del Jurado: Mejor Documental                                             | Nostalgia de la luz                                              | Ganador   | [ 32 ]           |
| 2011 | Festival Pariscience                                               | Premio Audacia                                                                  | Nostalgia de la luz                                              | Ganador   | [ 33 ]           |
| 2011 | Festival Ciencia e Cinema de La Coruña                             | Mejor Película                                                                  | Nostalgia de la luz                                              | Ganador   | [ 33 ]           |
| 2011 | Festival Internacional de Cine de Santa Bárbara                    | Premio Nueva Visión                                                             | Nostalgia de la luz                                              | Ganador   | [ 32 ]           |
| 2011 | Festival Internacional de Cine de Santa Bárbara                    | Premio Justicia Social                                                          | Nostalgia de la luz                                              | Ganador   | [ 32 ]           |
| 2011 | Festival Internacional de Cine de Santa Bárbara                    | Premio del Jurado: Mejor Documental                                             | Nostalgia de la luz                                              | Nominado  | [ 32 ]           |
| 2011 | Festival Internacional de Cine en Guadalajara                      | Mejor Documental                                                                | Nostalgia de la luz                                              | Ganador   | [ 33 ]           |
| 2011 | Festival Internacional de Cine Documental de Yamagata              | Premio del Alcalde Mejor Documental                                             | Nostalgia de la luz                                              | Ganador   | [ 32 ] [ 33 ]    |
| 2011 | Festival Internacional de Cine Documental de Yamagata              | Premio Robert y Frances Flaherty                                                | Nostalgia de la luz                                              | Nominado  | [ 32 ]           |
| 2011 | Premio Pedro Sienna de Chile                                       | Mejor Documental, Mejor Director Mejor Director de Fotografía                   | Nostalgia de la luz                                              | Ganador   | [ 33 ]           |
| 2011 | Premio Cinéma Tropical de Nueva York                               | Mejor Documental                                                                | Nostalgia de la luz                                              | Ganador   | [ 33 ]           |
| 2011 | Premios Cinema Eye Honors de Estados Unidos                        | Premio Destacado                                                                | Nostalgia de la luz                                              | Nominado  | [ 32 ]           |
| 2011 | Festival Internacional de Cine de Miami                            | Gran Premio del Jurado: Competición Knight Dox                                  | Nostalgia de la luz                                              | Nominado  | [ 32 ]           |
| 2012 | Premios Cinema Eye Honors de Estados Unidos                        | Premio Cinema Eye Honors: Logro excepcional en producción de cine de no ficción | Nostalgia de la luz                                              | Nominado  | [ 32 ]           |
| 2012 | Premios Cinema Eye Honors de Estados Unidos                        | Premios Cinema Eye Honors: Logro excepción en la dirección                      | Nostalgia de la luz                                              | Nominado  | [ 32 ]           |
| 2012 | Premios del Sindicato de Guionistas de Estados Unidos              | Premio WGA: Mejor Guion Documental                                              | Nostalgia de la luz                                              | Nominado  | [ 32 ]           |
| 2013 | Premios Emmy de Noticia y Documental                               | Emmy: Mejor Documental                                                          | Nostalgia de la luz                                              | Nominado  | [ 32 ]           |
| 2013 | Premios Emmy de Noticia y Documental                               | Emmy: Programación histórica sobresaliente - Forma larga                        | Nostalgia de la luz                                              | Nominado  | [ 32 ]           |
| 2015 | Festival Documental Internacional de Canadá Hot Docs               | Premio al logro excepcional                                                     | —                                                                | Ganador   | [ 32 ]           |
| 2015 | Muestra Internacional de Cine de São Paulo                         | Premio Humanitario                                                              | —                                                                | Ganador   | [ 32 ]           |
| 2015 | Festival Internacional de Cine de Bergen                           | Check Points: Premio a los Derechos Humanos - Mención Honrosa                   | El botón de nácar                                                | Ganador   | [ 32 ]           |
| 2015 | Festival Internacional de Cine de Berlín                           | Oso de Berlín de Plata: Mejor Guion                                             | El botón de nácar                                                | Ganador   | [ 32 ]           |
| 2015 | Festival Internacional de Cine de Berlín                           | Premio del Jurado Ecuménico: Competición                                        | El botón de nácar                                                | Ganador   | [ 32 ]           |
| 2015 | Festival Internacional de Cine de Berlín                           | Oso de Berlín Dorado                                                            | El botón de nácar                                                | Nominado  | [ 32 ]           |
| 2015 | Biografilm Festival                                                | Premio Unipol: Mejor Película                                                   | El botón de nácar                                                | Ganador   | [ 32 ]           |
| 2015 | Biografilm Festival                                                | Premio del Público: Competición internacional                                   | El botón de nácar                                                | Ganador   | [ 32 ]           |
| 2015 | Festival de Cine de Jerusalén                                      | Premio Espíritu por la Libertad: Mejor Documental                               | El botón de nácar                                                | Ganador   | [ 32 ]           |
| 2015 | Festival de Cine de Filadelfia                                     | Premio del Jurado: Mejor Documental                                             | El botón de nácar                                                | Ganador   | [ 32 ]           |
| 2015 | Festival Internacional de Cine Documental de Yamagata              | Premio del Alcalde                                                              | El botón de nácar                                                | Ganador   | [ 32 ]           |
| 2015 | Festival Internacional de Cine Documental de Yamagata              | Premio Robert y Frances Flaherty                                                | El botón de nácar                                                | Nominado  | [ 32 ]           |
| 2015 | Festival de Cine de Londres                                        | Premio Grierson: Mejor Documental                                               | El botón de nácar                                                | Nominado  | [ 32 ]           |
| 2015 | Premio Iberoamericano de Cine Fénix                                | Premio Fénix: Mejor Documental                                                  | El botón de nácar                                                | Nominado  | [ 32 ]           |
| 2015 | Festival de San Sebastián                                          | Premio Horizontes                                                               | El botón de nácar                                                | Nominado  | [ 32 ]           |
| 2015 | Festival de Cine de Adelaida                                       | Premio Internacional Foxtel Movies: Mejor Documental                            | El botón de nácar                                                | Nominado  | [ 32 ]           |
| 2015 | Festival Internacional de Cine Doclisboa                           | Competición internacional: Largometraje                                         | El botón de nácar                                                | Nominado  | [ 32 ]           |
| 2016 | Prix Lumière                                                       | Premio Lumière: Mejor Documental                                                | El botón de nácar                                                | Ganador   | [ 32 ]           |
| 2016 | Premios César                                                      | Mejor Documental                                                                | El botón de nácar                                                | Nominado  | [ 32 ]           |